# توبروز اسکلروزیس
توبروز اسکلروزیس (Tuberous sclerosis) یا تصلب تکمه‌ای یک اختلال ژنتیکی اتوزومال غالب است که جز بیماریهای نوروکوتانئوس می‌باشد و چند ارگان را (مانند پوست، مغز، چشم، کلیه، قلب و ریه) درگیر می‌کند.

## علائم بالینی
در بیماران دچار شده به تصلب تکمه‌ای تشنج، عقب ماندگی ذهنی و آدنوم سباسه دیده می‌شود. تشنج و عقب ماندگی ذهنی شایعترین تظاهرات بالینی در بیماران بوده‌است. کلیه بیماران مناطق هیپوپیگمانتاسیون، برخی بیماران در سی تی اسکن کلسیفیکاسیون دور بطنی، اختلال ذهنی، رابدومیوم قلبی، آدنوم سباسه، ضایعه شوگرن، هامارتوم رتین و تومور خوش‌خیم مغزی داشته‌اند. وجود آنژیومیولیپوم‌های متعدد یا گاهی منفرد در کلیهٔ بیماران دیده می‌شود که راه درمانشان نفرکتومی پارشیل یا امبولیزاسیون است.
لکه‌های به رنگ صورتی کم رنگ در قسمت پایین کمر که دارای ظاهری شبیه پوست پرتقال هستند همراه با علائم دیگر پوستی از قبیل ضایعات شبیه جوش غرور جوانی به رنگ قرمز یا قهوه‌ای در گونه‌ها و بینی و لکه‌هایی شبیه برگ درخت زبان گنجشک در تنه دیده می‌شوند.

## تشخیص
تشخیص بر اساس شاخصهای زیر می‌باشد:
| تظاهرات اصلی | تظاهرات اصلی             | تظاهرات اصلی                                        | تظاهرات اصلی                                                                           | تظاهرات اصلی                                                                           |
|              | مکان                     | نشانه                                               | زمان شروع                                                                              | قابل توجه                                                                              |
| ------------ | ------------------------ | --------------------------------------------------- | -------------------------------------------------------------------------------------- | -------------------------------------------------------------------------------------- |
| ۱            | سر                       | Facial angiofibromas or forehead plaque             | Infant – adult                                                                         |                                                                                        |
| ۲            | انگشتان                  | Nontraumatic ungual or periungual fibroma           | Adolescent – adult                                                                     |                                                                                        |
| ۳            | پوست                     | Hypomelanotic macules                               | Infant – child                                                                         | More than three.                                                                       |
| ۴            | پوست                     | Shagreen patch (connective tissue nevus)            | Child                                                                                  |                                                                                        |
| ۵            | مغز                      | Cortical tuber                                      | Fetus                                                                                  |                                                                                        |
| ۶            | مغز                      | Subependymal nodule                                 | Child – adolescent                                                                     |                                                                                        |
| ۷            | مغز                      | Subependymal giant cell astrocytoma                 | Child – adolescent                                                                     |                                                                                        |
| ۸            | چشمان                    | Multiple retinal nodular hamartomas                 | Infant                                                                                 |                                                                                        |
| ۹            | قلب                      | Cardiac rhabdomyoma                                 | Fetus                                                                                  | Single or multiple.                                                                    |
| ۱۰           | ریه                      | Lymphangioleiomyomatosis                            | Adolescent – adult                                                                     |                                                                                        |
| ۱۱           | کلیه                     | Renal angiomyolipoma                                | Child – adult                                                                          | 10 and 11 together count as one major feature.                                         |
| تظاهرات فرعی |                          |                                                     |                                                                                        |                                                                                        |
|              | محل                      | نشانه                                               | قابل توجه                                                                              | قابل توجه                                                                              |
| ۱۲           | دندان                    | Multiple randomly distributed pits in dental enamel |                                                                                        |                                                                                        |
| ۱۳           | رکتوم                    | Hamartomatous rectal polyps                         | Histologic confirmation is suggested.                                                  | Histologic confirmation is suggested.                                                  |
| ۱۴           | استخوانها                | Bone cysts                                          |                                                                                        |                                                                                        |
| ۱۵           | مغز                      | Cerebral white-matter "migration tracts"            | Radiographic confirmation is sufficient. 5 and 15 together count as one major feature. | Radiographic confirmation is sufficient. 5 and 15 together count as one major feature. |
| ۱۶           | لثه                      | Gingival fibromas                                   |                                                                                        |                                                                                        |
| ۱۷           | کبد، طحال و سایر اندامها | Nonrenal hamartoma                                  | Histologic confirmation is suggested.                                                  | Histologic confirmation is suggested.                                                  |
| ۱۸           | چشم                      | Retinal achromic patch                              |                                                                                        |                                                                                        |
| ۱۹           | پوست                     | "Confetti" skin lesions                             |                                                                                        |                                                                                        |
| ۲۰           | کلیه                     | Multiple renal cysts                                | Histologic confirmation is suggested.                                                  | Histologic confirmation is suggested.                                                  |
| ۲۱           | ریه                      | Multifocal micronodular pneumocyte hyperplasia      | Adult                                                                                  |                                                                                        |